# Koželužny ve Fesu
Ve Fesu v Maroku se zachovaly tři historické koželužny. Tyto koželužny zpracovávají kůže stejným způsobem jako ve 12. století. Patří ke koloritu města a  nejznámější a největší z nich koželužna Chouara je turistickou atrakcí. Tak, jako v minulosti, jsou kůže a kožené výrobky vyráběné ve Fesu významným předmětem obchodování a vývozu.

## Historické koželužny ve Fesu

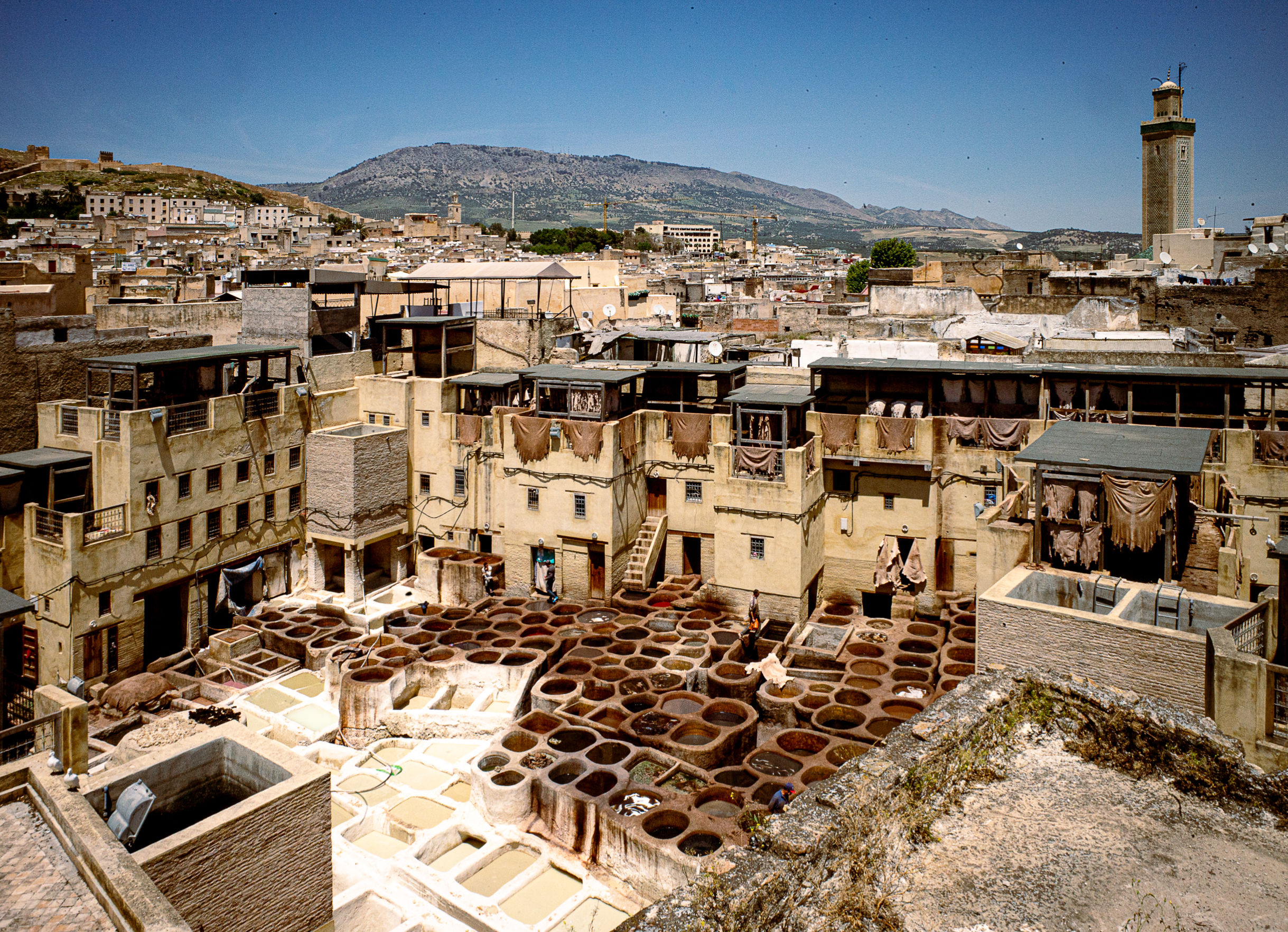
Koželužna Sidi Moussa (2020)

Nejznámější a největší z nich je koželužna Chouara, která je u řeky a Saffariské madrasy. Koželužna Sidi Moussa je západně od Zawiyi Moulay Idris II. Traduje se, že pochází z 9. století, z doby založení Fesu, Je zapsaná v kronice Rawd al-Qirtas z počátku 12. století a koželužna Ain Azliten (z 18. století) v sousedství stejného jména na severním okraji Fes el-Bali. Historik Al-Jazna'i tvrdí, že za Almohadského kalifátu (konec 12. a začátek 13. století) bylo ve městě 86 koželužen. Pozdější zdroj uvádí, že jich bylo v době Marinidů (konec 13. stol. do 15. století) kolem sta.

## Koželužna Chouara

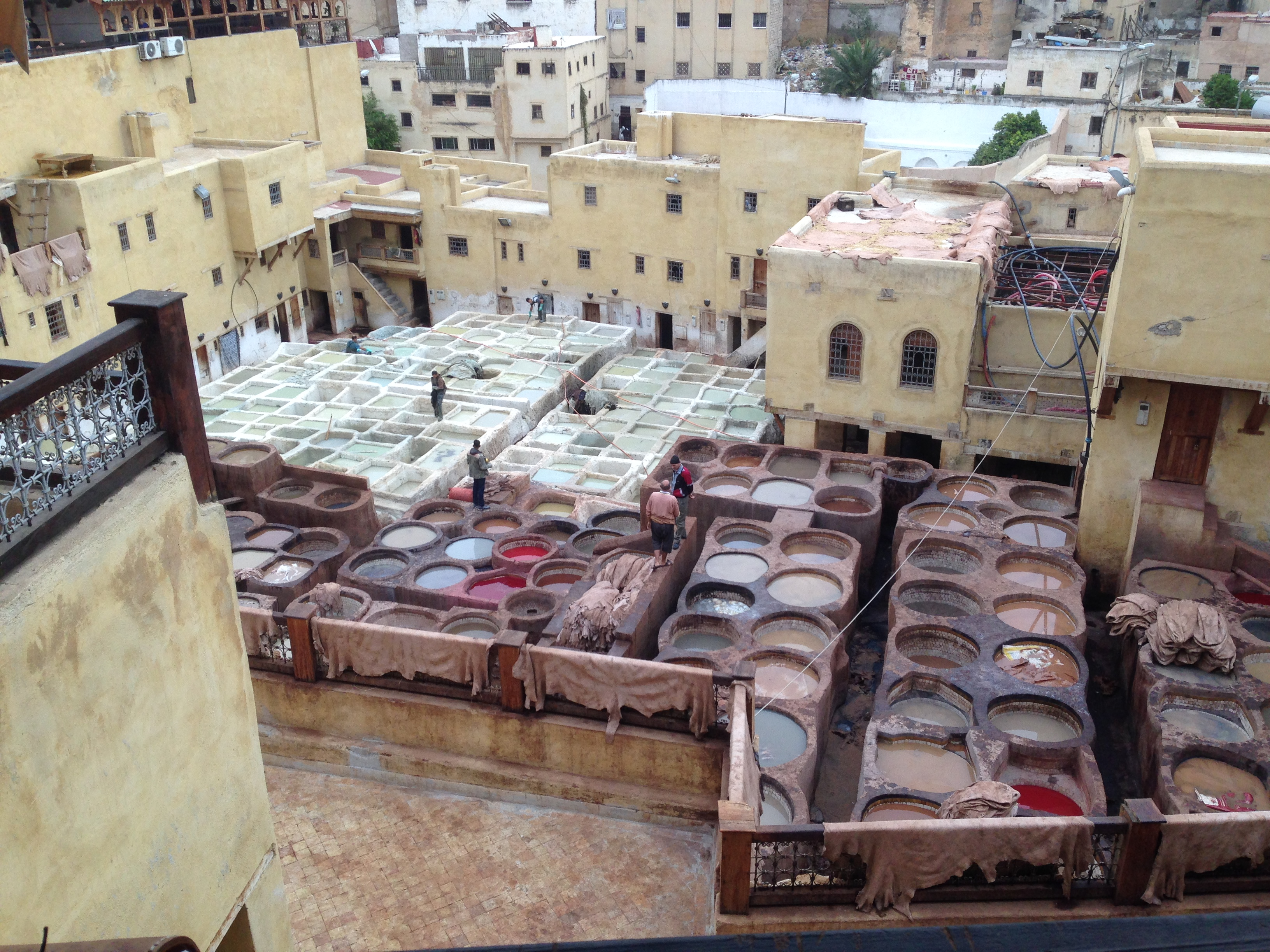
Koželužna Chouara (2019)

Tato koželužna je jedna z nejstarších ve městě. Koželužna  je umístěna ve velkém dvoře mezi budovami a je vyplněna kruhovými kamennými káděmi. Je volně přístupna z obchodů s koženými výrobky, které jsou v domech obklopujících dvůr koželužny. Návštěvník se dostane do nejvyšších pater, kde jsou prostorné balkony umožňující pohled na celý dvůr. Zde mohou turisté zažívat jak vizuální, tak čichové vjemy a mohu si koupit řadu kožených výrobků.

## Dnešní význam koželužen
Kožené výrobky z místně vyrobených kůží se vyváží do celého světa. Na jejich výrobě se podílí i dosud dochované starobylé koželužny, které jsou kromě tradičního zpracování kůží též významným symbolem města a oblíbenou turistickou atrakcí. Pracovní postup se zde udržuje jako v raném 12. století (začátek koželužny Chouara) a zpracovávají se zde kůže velbloudí, kozí, ovčí nebo hovězí.  Kůže se zbavují tuku a masa vápencem a solí. Kůže se myjí, barví přírodními barvivy. Pracovníci zpracovávají kůži hnětením v kádích rukama a nohama. Olivový olej kůži dodá lesk.